# EasyBCD
 (février 2014).
Si vous disposez d'ouvrages ou d'articles de référence ou si vous connaissez des sites web de qualité traitant du thème abordé ici, merci de compléter l'article en donnant les références utiles à sa vérifiabilité et en les liant à la section « Notes et références ».
EasyBCD est un logiciel développé par NeoSmart Technologies qui permet de gérer et configurer les données du Boot Configuration Data pour Windows XP, Windows Vista et Windows 7.
Le logiciel peut aussi être utilisé pour créer un multiboot.

## Systèmes d'exploitation pris en charge
EasyBCD peut enregistrer des entrées dans le Boot Configuration Data de Windows Vista et Windows 7.
Windows NT, Windows 2000 et Windows XP sont pris en charge en enchaînant l'amorçage (chainloading) vers NTLDR. DOS, Windows 3.x, Windows 95, Windows 98 et Windows Me sont pris en charge et démarrés via une version modifiée de IO.SYS. Linux et BSD sont supportés et chargés en "chainloadant" vers GRUB et/ou LILO ou en utilisant son module NeoGrub (qui est basé sur GRUB4DOS).
Mac OS X est démarré via le bootloader Darwin.